# Station Pilszcz
Station Pilszcz is een spoorwegstation in de Poolse plaats Pilszcz.